# Staurastrum senarium
Staurastrum senarium là một loài Song tinh tảo trong họ Desmidiaceae, thuộc chi Staurastrum.